# 福岡県道540号山田新宮線
福岡県道540号山田新宮線（ふくおかけんどう540ごう やまだしんぐうせん）は、福岡県糟屋郡久山町から新宮町に至る一般県道である。

## 概要
糟屋郡久山町大字山田から糟屋郡新宮町下府2丁目に至る。

### 路線データ
- 起点：糟屋郡久山町大字山田（大谷交差点、福岡県道35号筑紫野古賀線交点）
- 終点：糟屋郡新宮町下府2丁目（下府交差点、国道495号交点、福岡県道537号湊下府線終点）

## 路線状況

### 重複区間
- 国道3号（糟屋郡新宮町原上・須川交差点 - 糟屋郡新宮町三代・大森交差点）

### 道路施設

#### 橋梁
- 大谷橋（小河内川、糟屋郡久山町）

## 地理

### 通過する自治体
- 糟屋郡久山町
- 糟屋郡新宮町

### 交差する道路
| 交差する道路                    | 市町村名 | 市町村名 | 交差する場所 | 交差する場所      |
| ------------------------------- | -------- | -------- | ------------ | ----------------- |
| 福岡県道35号筑紫野古賀線        | 糟屋郡   | 久山町   | 大字山田     | 大谷交差点 / 起点 |
| 福岡県道504号町川原福岡線       | 糟屋郡   | 新宮町   | 大字原上     | 千田交差点        |
| 国道3号 重複区間起点            | 糟屋郡   | 新宮町   | 大字原上     | 須川交差点        |
| 国道3号 重複区間終点            | 糟屋郡   | 新宮町   | 大字三代     | 大森交差点        |
| 国道495号 福岡県道537号湊下府線 | 糟屋郡   | 新宮町   | 下府2丁目    | 下府交差点 / 終点 |

### 交差する鉄道
- 鹿児島本線

### 沿線
- 新宮町立立花小学校
- 立花山
- 独鈷寺（最澄所縁の寺）
- 夜臼貝塚